# بين بيك
بين بيك (بالإنجليزية: Ben Beck)‏ هو مدير فني أمريكي، ولد في 14 أبريل 1889 في بارتلي في الولايات المتحدة، وتوفي في 1968 في ميدلبوري في الولايات المتحدة.